# Cheng Wentao
Det här är en artikel om en person med kinesiskt personnamn; Cheng är familjenamnet.
Cheng Wentao (kinesiska: 程文涛), född 18 maj 1998, är en kinesisk konstsimmare.

## Karriär
I juli 2019 vid VM i Gwangju var Cheng en del av Kinas lag som tog silver i fri kombination.
I juli 2023 vid VM i Fukuoka tog Cheng guld tillsammans med Shi Haoyu i det fria programmet för mixade par samt brons i det tekniska programmet för mixade par. Hon var även en del av Kinas lag som tog guld i det akrobatiska lagprogrammet. I oktober 2023 vid asiatiska spelen i Hangzhou var Chang en del av Kinas lag som tog guld i lagtävlingen.
I februari 2024 vid VM i Doha tog Cheng guld i det fria programmet för mixade par och silver i det tekniska programmet för mixade par tillsammans med Shi Haoyu. Hon var även en del av Kinas lag som tog guld i det fria lagprogrammet. Vid VM 2025 i Singapore var Cheng en del av Kinas lag som tog guld i det fria, tekniska och akrobatiska lagprogrammet.